# RiViNi
RiViNi(リビニー)は、2017年1月に、Rie a.k.a. Suzakuを中心に結成された日本のガールズロックバンド。(2018年10月28日第一期終了)

## 来歴
Prototype(仮)というバンド名で、Rie a.k.a.Suzaku 、Nicky、ViViに、サポートベーシストを入れて活動開始。(2017年1月)
バンド名募集により、RiViNiとして、始動開始。(2017年2月)
正式ベーシスト、Ami加入により、新生RiViNi始動。(2018年3月)
初のミニアルバム「Resistance」リリース。(2018年5月)
Rie a.k.a.Suzaku(Guitar)
神奈川県川崎市出身。誕生日 ： 11月26日。
2010年ポッピンレコードと契約を交わし、8枚のソロ作品を発表。
都内を中心に、歌モノ、インストのライブを精力的に行う。
エモーショナルで、ポップな作品を表現するため、RiViNi結成。リーダー。
Nicky(Vocal)
東京都出身。 誕生日 ： 10月23日。
* 5歳からヤマハ音楽教室に入り5年間エレクトーンとピアノを学ぶ。
* 中学入学と同時に吹奏楽部に入部し、フルートを始める。
* 高校3年生の冬に歌の道を志す。
* 高校卒業後本格的に歌を習い始める。
* 2013年ソロでライブ活動を開始。
* 2014年以前からサポートで参加していたTsuyoshi.O、エロパンサー3世、Miroと共に「Nicky & The Foxtails」を立ち上げ活動。
* 現在はソロとガールズバンドRiViNiで活動中。
Ami(BASS)
東京都出身。誕生日 ： 12月13日。
2011年4月、B'zや浜田麻里の現役サポートキーボーディスト、増田隆宣のプロデュースバンド TheAliceMauveのボーカリストとして活動を開始。
急にベースも始め、現在はRiViNiのベーシスト。
アイドルグループへの楽曲提供(作詞、作曲)も行なっている。
メタルサウンド、アイドルが好き
楽器メーカー、「Gretsch」「Duesenberg」に心惹かれている。
Vivi(Drums)
埼玉県出身。誕生日 ： 5月15日。
高校の新入生歓迎会で女性ドラマーに衝撃を受け独学でドラムを始める。
2010年に結成されたガールズ・エモーショナル・ロックバンドGANGLIONのドラマーとして活動を開始。
シングル4枚、ミニアルバム3枚、フルアルバム1枚を発表。
2015年にはヨーロッパ5ヶ国のツアーを4月と11月に行うなど、海外活動も精力的に行う。GANGLIONは現在活動休止中。
2017年１月よりRie.a.k.a.Suzaku率いるガールズバンドプロジェクト、RiViNi(リビニー)のドラマーとして活動を開始。
2018年5月に1st Albumを発売。

## バンド名の由来
ファンによるバンド名募集で決定。
バンド名『RiViNi（リビニー）』
Rie（リエ）ViVi（ビビ）Nicky（ニッキー）の名前から。漢字で書くと『麗（り）美（び）神（にぃ）』 芸能の神ミューズに愛された3人の音楽の女神という意味。
神（にぃ）の意味は本当なら『麗美人（りびにん）』人なのだが、一般の人を超えた音のプロフェッショナルという意味で『人』を『神』にわざと変えている。イメージはギリシャ神話の音楽の女神。RIVINIの『I』は3人の音楽の女神の立ち姿である。

## メディア
webロックマガジンBeeastレポート記載。(2017年6月4日)
筑波サーキットフェスティバル出演。(2018年5月5日)
FMラジオNACK5 【キラメキミュージックスター(キラスタ)】ゲストコーナー生出演。(2018年5月9日)
『Resistance』発売記念 RiViNiパネル展開催。2018年5月8日（火）～2018年5月14日（月）
RiViNi『 Resistance 』発売記念ミニ・ライヴ+サイン会(2018年5月10日)
音楽雑誌Playerに、インタヴュー掲載。Rie a.k.a.Suzaku (2018年6月号)
RiViNi『Resistance』、ディスクユニオンONLINE、HM/HR国内盤週間ランキングにて1位。(2018年5月10日)
RiViNi『Resistance』、ディスクユニオンONLINE、HM/HR国内5月ランキングにて3位(2018年6月4日)
音楽雑誌WeROCK『RiViNiインタヴュー』掲載。(2018年Vo.65)

## 作品
ミニアルバム
Resistance（6曲入りミニアルバム）（2018年5月9日）
ソロ作品
Rie a.k.a.Suzaku
- Messiah（7曲入りミニソロアルバム）（2010年9月1日）
- Mother Earth （6曲入りミニソロアルバム）（2011年8月24日）
- Dreaming Eyes（7曲入りミニソロアルバム）（2012年5月9日）
- Kingdom of the Sun(12曲入りオールインスト)（2013年6月26日）
- Sonic City(4曲入り)(2014年5月28日)
- Noah's Ark(11曲入り)（2015年11月25日）
- Seven Seas （7曲入りミニソロアルバム）（2016年8月3日）
- Don't Hide Your(4曲　Facefeaturing Kota Aoki)(2017年5月24日)

Nicky
- デビューシングル「恋するシューケット」[2](2016/11/30)